# هاجسون ۲۸۸۸
سیارک ۲۸۸۸ (به انگلیسی: 2888 Hodgson، نامگذاری:1982TO) دو هزار و هشتصد و هشتاد و هشتمین سیارک کشف شده‌است که در ۱۳ اکتبر ۱۹۸۲ کشف شد.
قدر مطلق سیارک برابر ۱۳٫۱۰ است.